# Steganacarus grandjeani
Steganacarus grandjeani är en kvalsterart som beskrevs av Sandór Mahunka 1977. Steganacarus grandjeani ingår i släktet Steganacarus och familjen Phthiracaridae. Inga underarter finns listade i Catalogue of Life.